# Calvaire du Bas de Sainte-Anne
Le calvaire du Bas de Sainte-Anne, aussi connu sous le nom de calvaire Hubert-Mayrand, est un calvaire situé au 1287, boulevard de Lanaudière (Route 138) à Sainte-Anne-de-la-Pérade (Québec, Canada). Il doit sa construction à une promesse que Aphrodis Mayrand fait s'il trouve une nouvelle épouse. Il est construit en 1893 sur le terrain du cultivateur Alphonse Tessier. Le corpus est l’œuvre de Louis Jobin. Il est cité immeuble patrimonial en 2012 par la municipalité de Sainte-Anne-de-la-Pérade.

## Histoire
La construction du calvaire provient d'une promesse d'Aphrodis Mayrand, un résident de Sainte-Anne-de-la-Pérade, de faire ériger un calvaire s'il se trouve une nouvelle épouse. Ce dernier se marie en secondes noces le 17 février 1890 avec Elmire Germain. La construction est financée à partir de soirées dramatiques et musicales organisées par Mayrand ou d'autre résidents de Sainte-Anne-de-la-Pérade.
La calvaire est construit en 1893 sur un terrain cédé par le cultivateur Alphonse Tessier, père de Mgr Albert Tessier. Le Christ est sculpté par Louis Jobin, l'un des statuaires les plus réputés de la fin du XIXe siècle. Il est béni le 9 juillet 1893 par l'évêque de Trois-Rivières, Mgr Louis-François Richer Laflèche, qui est originaire de Sainte-Anne-de-la-Pérade.
En 1990, le calvaire est restauré grâce à un programme d'Hydro-Québec à la suite de la construction de la ligne Radisson-Nicolet-Des Cantons. Il est cité comme immeuble patrimonial le 10 juillet 2012 par la municipalité de Sainte-Anne-de-la-Pérade.
En décembre 2020, la ministre de la Culture et des Communications, Nathalie Roy, émet un avis d'intention de classement pour le calvaire. Ce dernier est classé le 22 juillet 2021.